# Ремингтон, Фредерик
Фре́дерик Сэкра́йдер Ре́мингтон (англ. Frederic Sackrider Remington; 4 октября 1861, Кантон, Нью-Йорк — 26 декабря 1909) — американский художник, иллюстратор и скульптор, известный своими произведениями на тему Дикого Запада.

## Биография

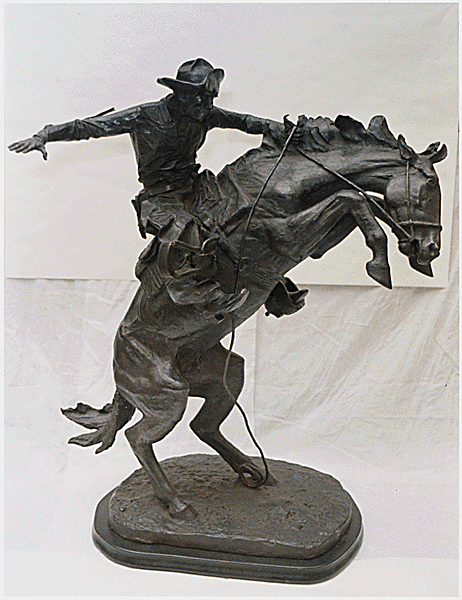
Объездчик бронко. Скульптура Ремингтона, 1909 год.

В детстве увлекался охотой и ездой на лошадях, однако довольно рано начал рисовать, в том числе воображаемые предметы. Вскоре его семья переехала в Огденсбург в штате Нью-Йорк.
Учился в школе искусств Йельского университета, однако в то время его гораздо больше интересовали футбол и бокс. После смерти отца он вернулся домой и некоторое время работал в церкви города Олбани в штате Нью-Йорк. Вскоре он отправился на запад и стал предпринимателем в городе Канзас-Сити. В 1884 году он женился на Еве Кейтен (Eva Caten) и начал обучение в Студенческой художественной лиге в Нью-Йорке. Вскоре после этого он стал выполнять иллюстрации, зарисовки и другие работы для книгоиздательств, публикующих книги и журналы на тему «Дикого Запада». Многие из его ранних работ опубликованы в журналах Collier’s Weekly и Harper’s Magazine.
Несмотря на известность Ремингтона как художника, чьи работы посвящены «Дикому Западу», в этом регионе он провёл не более двух месяцев. Его удачей, однако, стало то, что он успел создать изображения региона и его коренных обитателей в незатронутом цивилизацией виде. Ремингтон дружил с писателем Оуэном Уистером, который тоже создавал произведения на тему Дикого Запада.
В 1890 году Ремингтон переехал в город Нью-Рошель в штате Нью-Йорк, где продолжил работу, а ближе к концу жизни — в город Риджфилд в Коннектикуте.
В 1898 году Ремингтон стал военным корреспондентом на испано-американской войне. В его обязанности входила поставка иллюстраций для У. Р. Херста.
Злоупотреблял алкогольными напитками, что стало одной из причин его избыточного веса. Умер во время операции по удалению аппендикса.

### Визит в Россию
В 1891 году Ремингтон посетил Российскую империю вместе с американским журналистом и путешественником Полтни Бигелоу и сделал интересные зарисовки с натуры (русские солдаты, полицейские, крестьяне), которыми Бигелоу намеревался впоследствии проиллюстрировать свои статьи о России в журнале «Харперс мансли» (Harper’s Monthly). Во время пребывания в России Ремингтон и Бигелоу столкнулись со сложностями в получении разрешения на провоз через российско-польскую границу своих лодок. Вскоре оба были вынуждены покинуть страну. Позднее Ремингтон вспоминал: «Бигелоу и я подверглись преследованию по всей территории России и в итоге были буквально выкинуты из страны… Эти русские представляют собой ужасную банду варваров, а их полицейский шпионаж трудно себе представить. Мы увильнули от полицейских телеграмм и смылись с нашими записями и набросками — каноэ остались в России, и мы не знаем, получим ли мы их обратно когда-нибудь… Я чувствовал себя одиноко, подобно лягушке в колодце — я не говорю на этом чертовом языке, и тот, кто считает, что русские могут говорить по-английски, глубоко ошибается». В 1892-1893 гг. более сотни бытовых зарисовок Ремингтона, сделанных им в России и Германии, были выставлены в галерее Американской ассоциации искусства и привлекли внимание публики.

## Картины

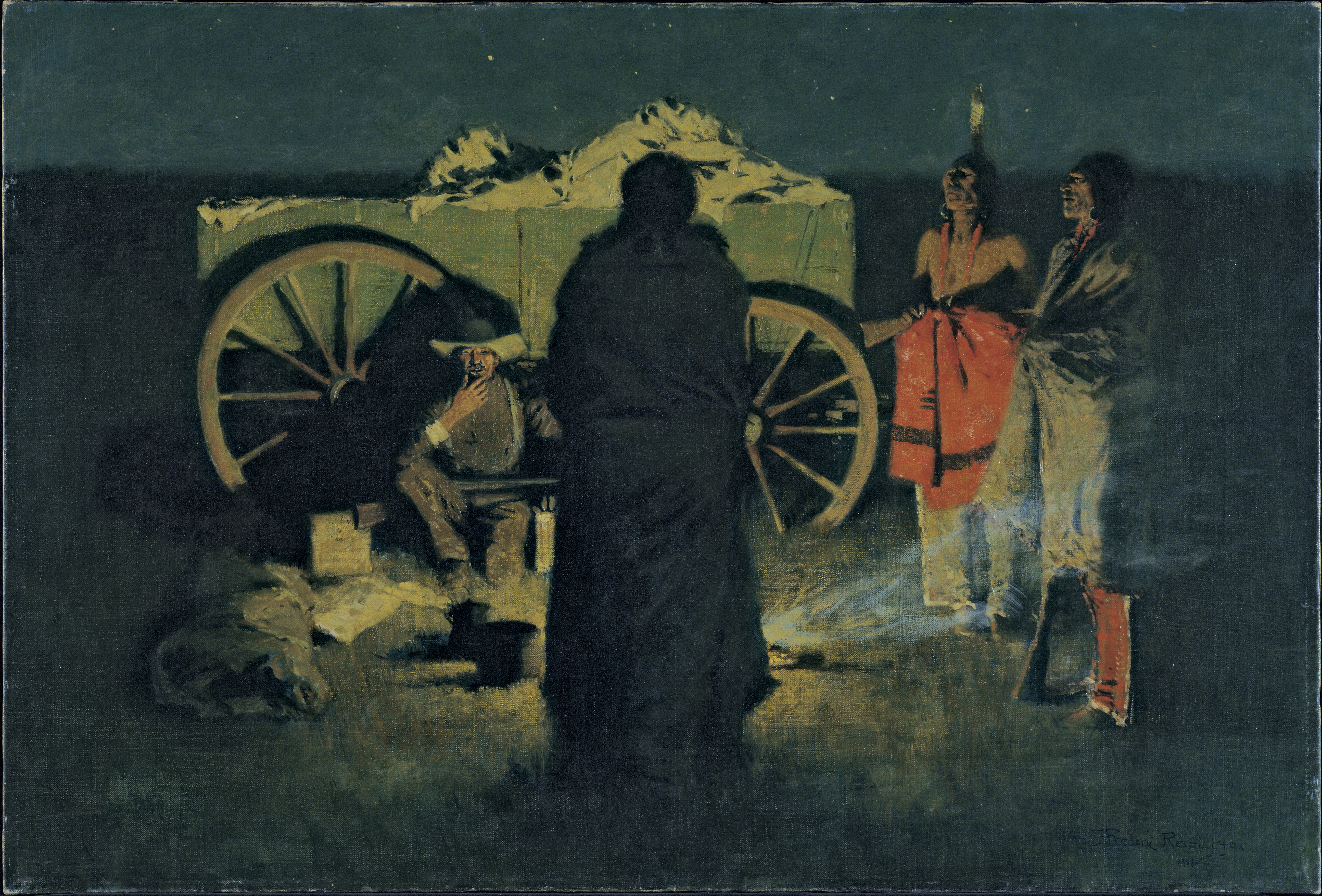
Вооружённое гостеприимство
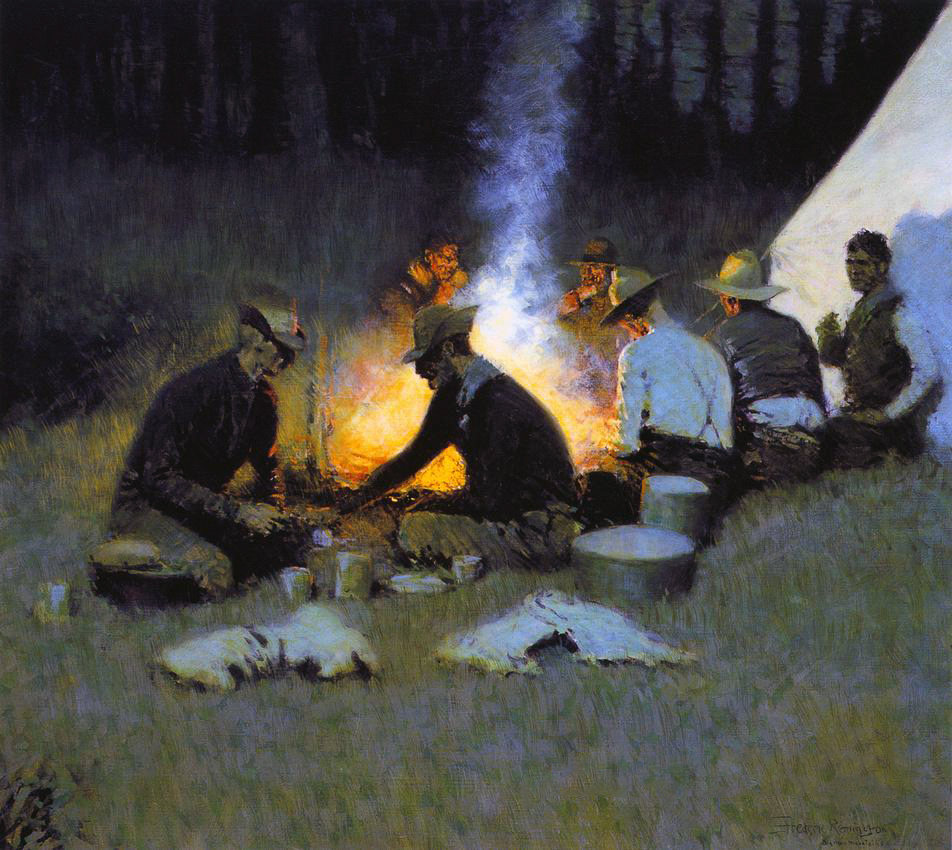
Вечерняя трапеза охотника
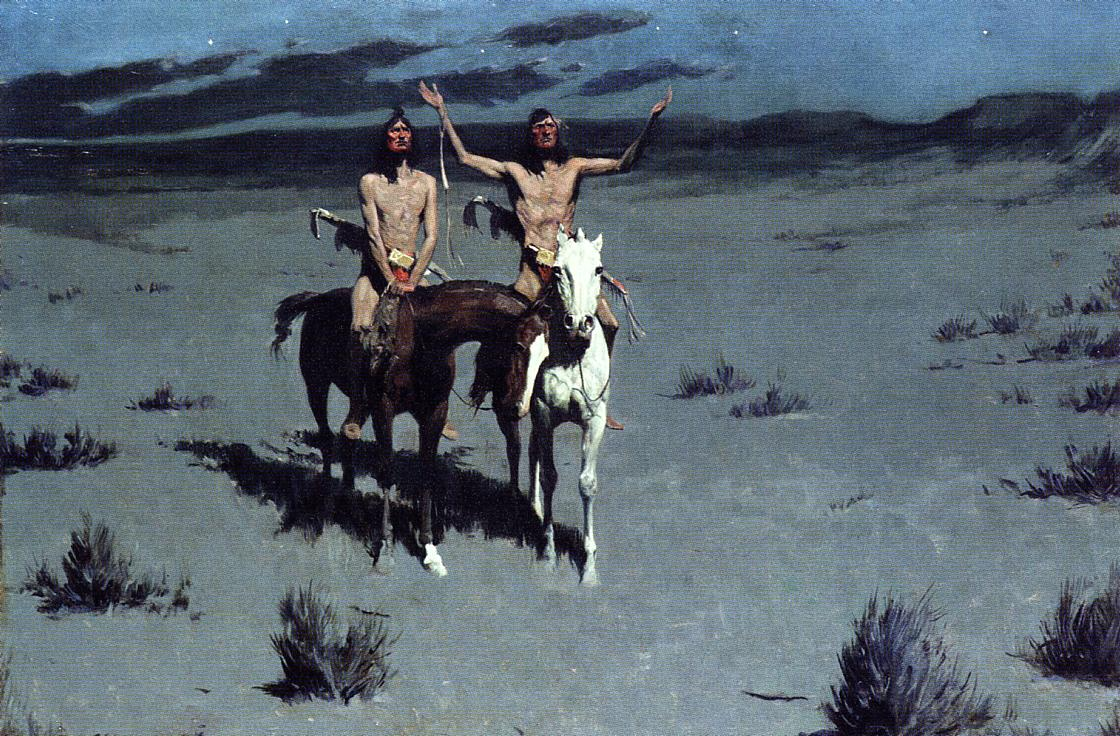
О Прекрасная Мать Ночи, Белая Выдра - уже не мальчик
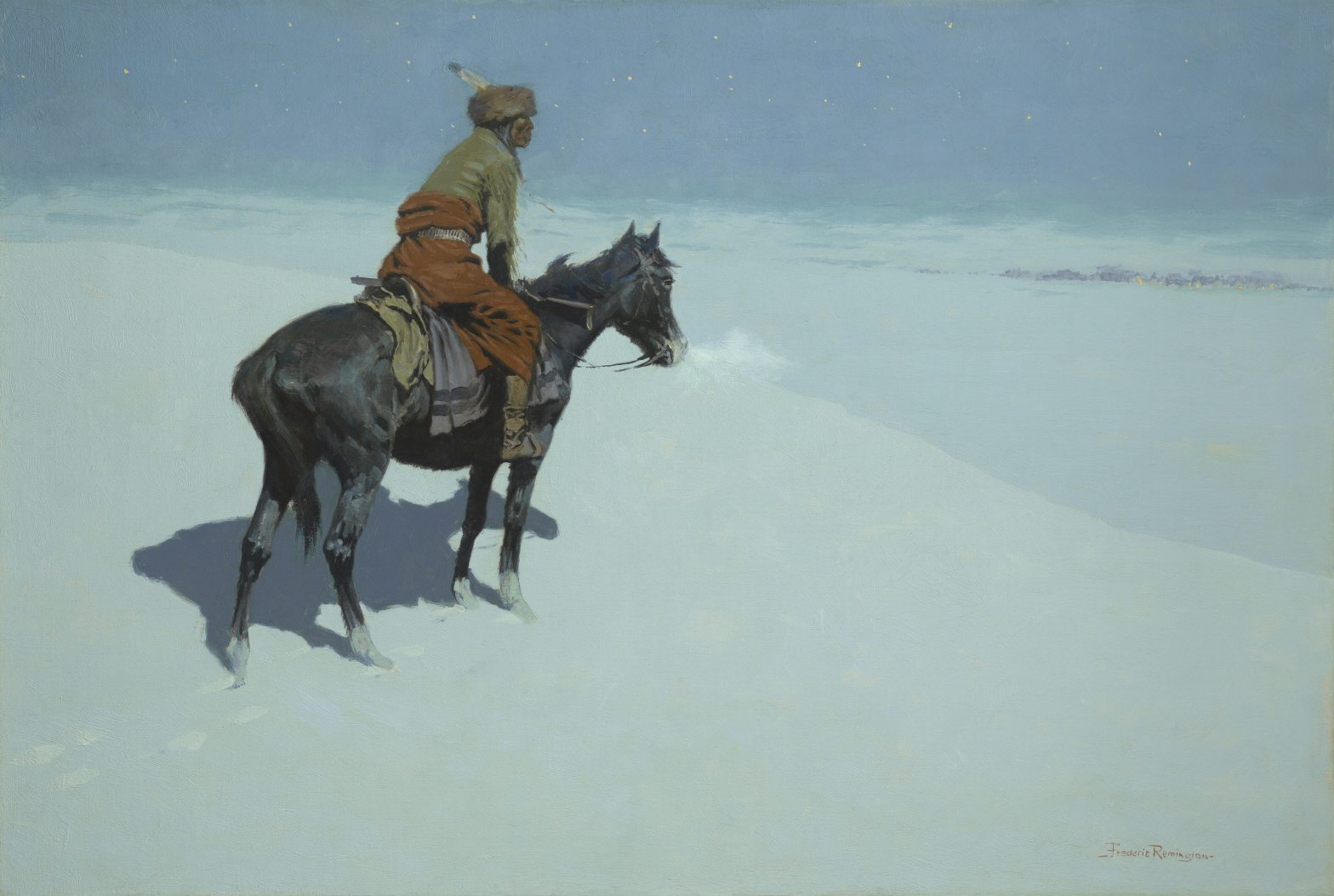
Разведчик: друзья или враги

Иллюстрации к «Песни о Гайавате»

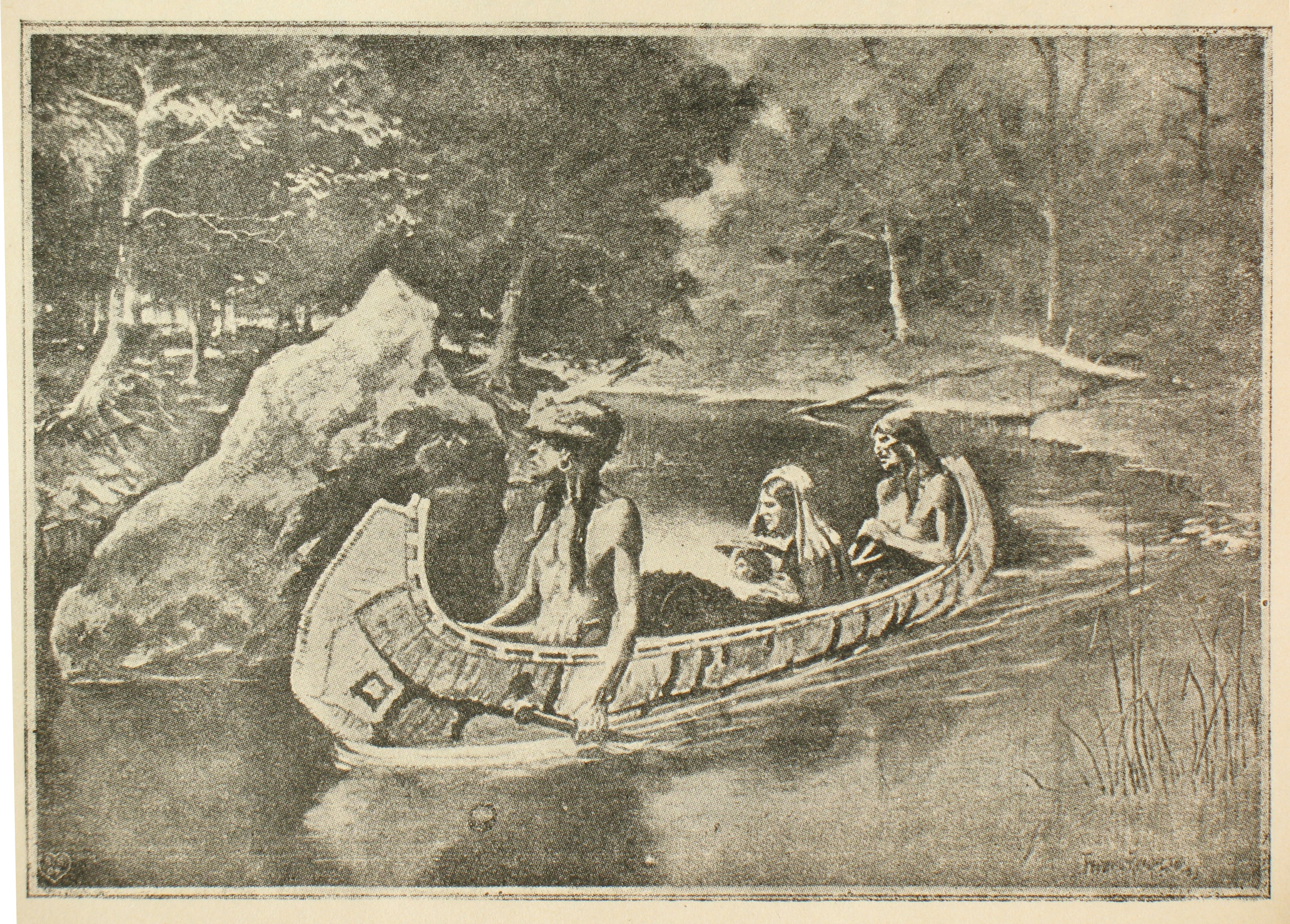
«Обхватил утес руками и забросил прямо в реку»
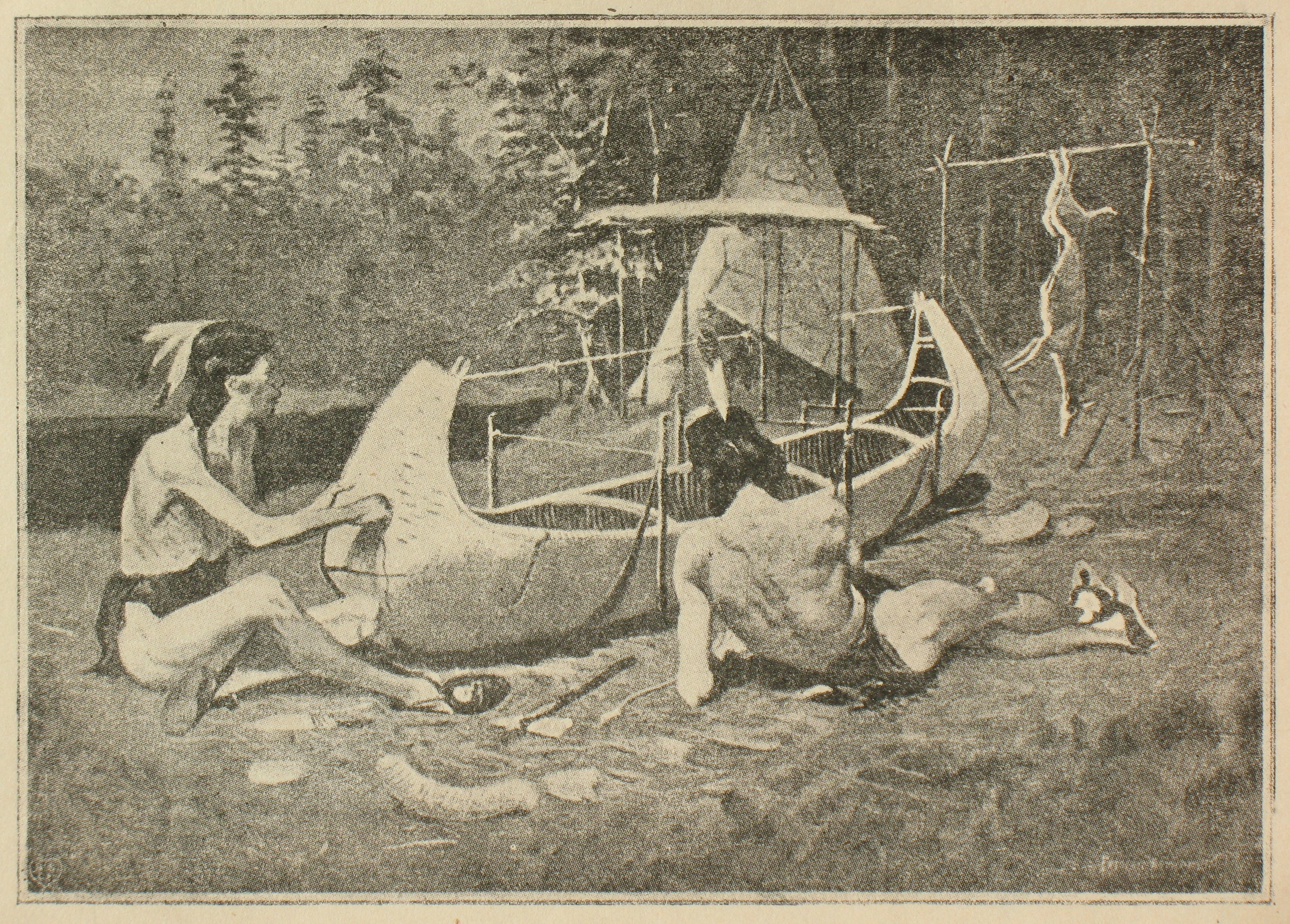
«Так построил он пирогу над рекою, средь долины»